# Агамемнон (Сенека)
«Агаме́мнон» (лат. Agamennon) — трагедия римского писателя Луция Аннея Сенеки Младшего на сюжет из греческой мифологии. Её текст полностью сохранился.

## Сюжет
Действие пьесы происходит в Микенах, где правят представители проклятого рода Пелопидов. В прологе появляется тень Фиеста, которая предсказывает царскому дому новые несчастья. Сын Фиеста Эгисф с помощью ставшей его любовницей Клитемнестры убивает на пиру только что вернувшегося из Трои Агамемнона, а затем и его наложницу Кассандру. В финале Строфий увозит из Микен маленького сына Агамемнона Ореста.
До Сенеки те же события из аргосских мифов показали в своих трагедиях Эсхил («Агамемнон»), Ион Хиосский («Агамемнон»), Софокл («Клитеместра») и Луций Акций («Клитемнестра»). Сенека создавал свою пьесу под явным влиянием Эсхила, но остальные трагедии тоже могли стать для него источником сюжетного материала. Точных данных на эту тему нет, так как пьесы Иона, Софокла и Акция полностью утрачены. Драматург явно рассчитывал, что читатели хорошо знакомы с мифами о Пелопидах и, как минимум, с трагедией Эсхила.
В «Агамемноне» используется ряд сюжетных мотивов из «Энеиды» Вергилия.

## Судьба пьесы
О времени создания «Агамемнона», как и других трагедий Сенеки, ничего не известно. Одни исследователи относят пьесы к раннему периоду творчества Луция Аннея, другие — к позднему. Предположительно эти произведения создавались не для постановки на сцене, а для чтения. Из более поздних античных авторов их упоминает только Квинтилиан. В эпоху Средних веков и Раннего Нового времени трагедии Сенеки были единственными произведениями античной драматургии, которые знала европейская публика, они существенно повлияли на становление европейской литературы (в том числе на творчество Уильяма Шекспира и Жана Расина). Начиная с XVIII века их подвергают жёсткой критике за риторичность, дефицит действия, вторичность по сравнению с трагедиями афинских классиков. Наряду с этим есть и другой взгляд на пьесы Сенеки — как на уникальный литературный памятник, появившийся на очередном этапе освоения классического культурного наследия.

## Издание на русском языке
- Луций Анней Сенека. Агамемнон. Перевод С. А. Ошерова // Луций Анней Сенека. Трагедии. М., 1983. С. 265—292.